# Lacrymospora
Lacrymospora är ett släkte av svampar. Lacrymospora ingår i familjen Requienellaceae, ordningen Pyrenulales, klassen Eurotiomycetes, divisionen sporsäcksvampar och riket svampar.
|              | Mauritiana                                |
|              |                                           |
|              | Parapyrenis                               |
|              |                                           |
|              | Pyrenographa                              |
|              |                                           |
| Lacrymospora | \| \| Lacrymospora parasitica \| \| \| \| |
|              | \| \| Lacrymospora parasitica \| \| \| \| |
|              | Granulopyrenis                            |
|              |                                           |
|              | Acrocordiella                             |
|              |                                           |
|              | Polypyrenula                              |
|              |                                           |
|              | Requienella                               |
|              |                                           |
|              | Lacrymospora parasitica                   |
|              |                                           |

|  | Lacrymospora parasitica |
|  |                         |